# Курсель-ле-Монбар
Курсе́ль-ле-Монба́р (фр. Courcelles-lès-Montbard) — коммуна во Франции, находится в регионе Бургундия. Департамент коммуны — Кот-д’Ор. Входит в состав кантона Монбар. Округ коммуны — Монбар.
Код INSEE коммуны — 21204.

## Население
Население коммуны на 2010 год составляло 87 человек.
| 1962 | 1968 | 1975 | 1982 | 1990 | 1999 | 2010 |
| ---- | ---- | ---- | ---- | ---- | ---- | ---- |
| 108  | 117  | 92   | 79   | 116  | 102  | 87   |

## Экономика
В 2010 году среди 63 человек трудоспособного возраста (15—64 лет) 49 были экономически активными, 14 — неактивными (показатель активности — 77,8 %, в 1999 году было 78,5 %). Из 49 активных жителей работали 46 человек (25 мужчин и 21 женщина), безработных было 3 (0 мужчин и 3 женщины). Среди 14 неактивных 8 человек были учениками или студентами, 3 — пенсионерами, 3 были неактивными по другим причинам.